# Adian
Adian est un village situé dans l'est du Cameroun, dans le département du Haut-Nyong et au sein de la commune de Somalomo. Cette dernière, créée en 1995, est l'une des 33 communes de la région de l'Est. Elle est délimitée au sud-ouest par la commune de Bengbis, au nord-est par la commune de Messamena, au sud-est par la commune de Mindourou ainsi qu'à l’ouest par les communes de Meyomessala et de Bengbis.

## Économie
La commune de Somalomo est naissante, c'est-à-dire que les activités économiques des villages n'y sont pas encore denses. 
Néanmoins, l'activité principale du village demeure l'agriculture (agriculture de rente et agriculture vivrière). La culture de rente, destinée à la vente, est basée sur la culture du cacao, du palmier à huile et du cacao. De plus, elle est encouragée ces derniers temps par la présence de SODECAO mettant à disposition des agriculteurs à des prix abordables. La culture vivrière, quant à elle, se base sur des cultures mixtes (manioc, banane plantain, arachide et maïs).

## Artisanat
Cette activité est principalement pratiquée par les jeunes, les femmes et les personnes âgées. Les objets fabriqués sont des paniers, des hottes et des mortiers.

## Exploitation du sable, latérite et pierres
Le sable constitue l'une des richesses principales et naturelles de la commune. Toutefois, l'exploitation demeure très faible. Les carrières de latérites et de pierre, pourraient constituer, à terme, un secteur d'avenir prometteur si l'extraction était bien organisée.

## Religion
La religion principale demeure le christianisme. Il s'agit des Églises catholiques, protestantes et autres nouvelles Églises. L'islam y est également implanté. 